# Сотников, Николай Владимирович
Николай Владимирович Сотников — советский хозяйственный, государственный и политический деятель.

## Биография
Родился в 1931 году в Магнитогорске. Член КПСС.
Окончил Петропавловск-Камчатское мореходное училище.
До 1959 — матрос, штурман на рыбопромысловых судах Камчатского УТФ.
В 1959—1961 — капитан среднего рыболовного траулера «Култучный» Камчатского УТФ.
В 1961—1968 — капитан-директор первого камчатского БМРТ «Браслав».
В 1968—1986 — капитан-директор БМРТ «Камчатская правда», «Кречет», «Колывань», «Математик».
Депутат Верховного Совета СССР 6-го и 7-го созывов. Делегат XXII и XXV съездов КПСС.
Умер в 1987 году в Ленинграде.

## Награды
- Орден Ленина (дважды)
- Орден Трудового Красного Знамени